# Peio Etxeberria
Peio Etxeberria Vitorini, llamado P. Etxeberria, nacido en Cenoz (Navarra) el 16 de octubre de 1998, es un pelotari de pelota vasca en la modalidad de mano, juega en la posición de delantero.

## Final del Campeonato Manomanista de 2ª categoría
| Año  | Campeones     | Subcampeones | Tanteo | Frontón |
| ---- | ------------- | ------------ | ------ | ------- |
| 2021 | P. Etxeberria | Egiguren V   | 22-7   | Labrit  |

## Final del Campeonato de Parejas de 2ª categoría
| Año  | Campeones          | Subcampeones              | Tanteo | Frontón |
| ---- | ------------------ | ------------------------- | ------ | ------- |
| 2018 | Agirre - Iturriaga | P. Etxeberria - Jaunarena | 22-21  | Labrit  |

## Final del Campeonato de Parejas
| Año  | Campeones                | Subcampeones         | Tanteo | Frontón       |
| ---- | ------------------------ | -------------------- | ------ | ------------- |
| 2024 | P. Etxeberria - Zabaleta | Altuna III - Martija | 22-20  | Navarra Arena |

## Finales del Campeonato del Cuatro y Medio
| Año  | Campeones  | Subcampeones  | Tanteo | Frontón |
| ---- | ---------- | ------------- | ------ | ------- |
| 2023 | Altuna III | P. Etxeberria | 22-09  | Bizkaia |
| 2024 | Laso       | P. Etxeberria | 22-19  | Bizkaia |